# Deng Yingchao

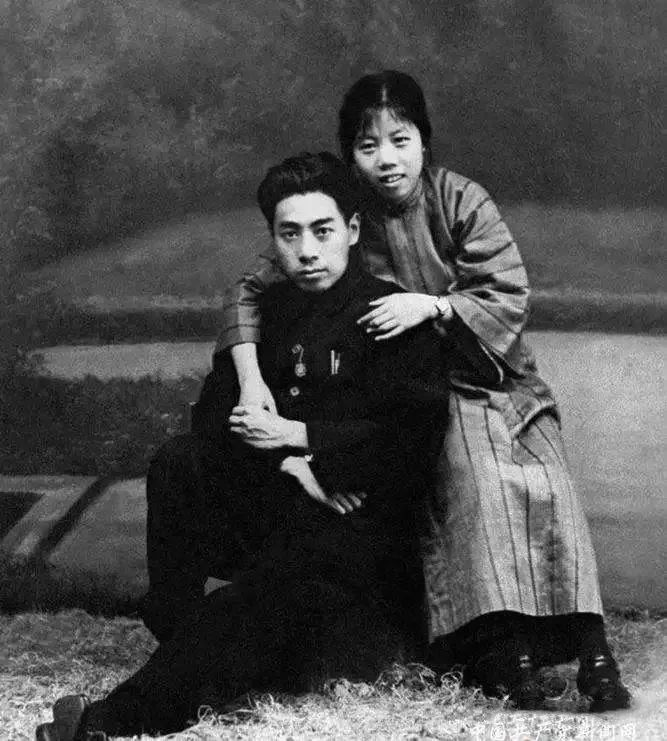
Deng Yingchao mit ihrem Mann

Deng Yingchao (chinesisch 鄧穎超 / 邓颖超, Pinyin Dèng Yǐngchāo, W.-G. Teng Ying-ch'ao; * 4. Februar 1904 in Nanning, Guangxi; † 11. Juli 1992 in Peking, Volksrepublik China) war die Ehefrau von Zhou Enlai, dem bedeutendsten Weggefährten Maos und nach ihm einflussreichsten Politiker der VR China bis zu beider Tod im Jahr 1976. Deng Yingchao war eine der wenigen prominenten Frauen in der kommunistischen revolutionären Bewegung vor der Gründung der Volksrepublik China. Ihre Ehe mit Zhou Enlai blieb kinderlos, aber sie adoptierten einige Waisen von getöteten Revolutionären, darunter den späteren Ministerpräsidenten Li Peng. Zhou Enlais Nichte Zhou Bingde lebte ebenfalls ab ihrem 13. Lebensjahr in ihrem Haushalt.
Von 1978 bis 1982 amtierte Deng Yingchao als Zweiter Sekretär der Zentralen Disziplinarkommission der Kommunistischen Partei Chinas, von 1983 bis 1988 als Vorsitzende der Politischen Konsultativkonferenz des chinesischen Volkes.